# 大林拓真
大林 拓真（おおばやし たくま、1999年、8月7日 - ）は、日本の男子バドミントン選手。

## 経歴

### 学生時代
埼玉栄高校で男子シングルスをメインにバドミントンをプレー。
2017年の全国高校選抜と全国高校総体（インターハイ）の男子シングルスで優勝。
高校卒業後は、早稲田大学に進学。
2019年の全日本学生選手権（インカレ）で小野寺雅之とのペアで優勝。

### 2023年-
サイパン・インターナショナルで優勝。
10月のインドネシア・マスターズ (スーパー100)Ⅱで優勝。BWFワールドツアータイトル初獲得となった。
11月のジャパン・マスターズでは、予選から勝ち上がり本戦に出場。2回戦では台湾2番手の林俊易を破り、準々決勝では世界ランク10位のアンダース・アントンセンを破る。準決勝で敗退するも、上位大会で予選から3位まで勝ち上がる番狂わせを起こした。